# Dark Game
Pour plus de détails, voir Fiche technique et Distribution.
Dark Game est un film américain, sorti en 2017.

## Fiche technique
- Titre : Dark Game
- Réalisation : Charles Hage
- Scénario : Eric Dickson
- Production : Charles Hage
- Musique : Boris Worister
- Photographie :
- Montage : Jeff Siljenberg
- Société de production :
- Société de distribution :
- Budget :
- Box-office :
- Pays d'origine :  États-Unis
- Langue : anglais
- Format :
- Genre : Drame
- Durée :
- Dates de sortie : 2017 aux uSA

## Distribution
- Danny Trejo : Archie
- Booboo Stewart : Jake Wincott
- Heather Tocquigny : Cassie Reinhart
- Martin Kove : Detective Dave Reinhart
- Brian Thompson (acteur) : Detective Joe Grimes
- Jeff Conaway : Tom Doyle